# Aabra
Aabra je jezero u Estoniji.